# Steve Beirnaert
Steve Beirnaert (18 november 1974), is een Belgisch acteur.
Hij behaalde in 1996 zijn meestergraad in Dramatische Kunst aan de afdeling kleinkunst van de Studio Herman Teirlinck in Antwerpen.

## Musicals
- Midzomernachtsdroom als Koen Kaft, Egeus en  Krekel
- Belle en het Beest als Eustace en Ensemble
- Jungle Book als Akela en Ensemble
- Tijl Uilenspiegel als Filips II, Simon Praet, Geheimzinnige Bezoeker, Baljuw en Ensemble
- Buster en Benjamin als Buster
- Alice in Wonderland als De Gekke Hoedenmaker, De Namaakschildpad, Tweedledum, Humpty Dumpty, Kikker-Lakei en Ensemble
- Beauty And The Beast als Lefou
- Annie als Rooster Hannigan
- Mary Poppins als Jonathan Been
- De Musical Droomvlucht als Krakeel
- Cabaret als Emcee
- Wickie, de musical als Snorre
- Albert I als Cyriel
- The Lion King als Timon

## Televisie en film
Beirnaert speelde gastrollen in diverse Vlaamse televisieseries: Buiten de zone, Windkracht 10, F.C. De Kampioenen, Het Geslacht De Pauw, Aspe, Spring, Willy's en Marjetten en Spoed.

## Overig
Hij schreef vijf afleveringen voor de detectiveserie  Aspe, drie afleveringen voor de VTM-serie Dag & Nacht: Hotel Eburon, trad op als stemacteur voor Het Gouden Kompas, The Fairytaler en Yu-Gi-Oh! en was resident director voor The Sound of Music in Antwerpen en de reprise in Theater de Efteling. Hier speelde hij ook eenmalig de rol van Max Detweiler.

## Prijzen
Voor de rol van Lefou in Beauty and the Beast ontving Steve de Vlaamse Musicalprijs 2007 voor Beste Aanstormend Talent.